# А
А, а (cursiva А, а) es la primera letra del alfabeto cirílico. 

## Orígenes
Proviene directamente de la letra alfa del alfabeto griego. En el alfabeto cirílico antiguo su nombre era azǔ y representaba al número 1.

## Uso
Es utilizada en las lenguas rusa, macedonia, búlgara, serbia, ucraniana y bielorrusa, donde representa la vocal /a/. Después de sufrir varias transformaciones, actualmente se escribe de manera similar a la letra A del alfabeto latino.

### Sistema numeral cirílico
Esta letra tiene un valor de 1 en el antiguo sistema numeral cirílico.

## Tabla de códigos
| Codificación de caracteres | Tipo      | Decimal | Hexadecimal | Octal  | Binario             |
| -------------------------- | --------- | ------- | ----------- | ------ | ------------------- |
| Unicode                    | Mayúscula | 1040    | 0410        | 002020 | 0000 0100 0001 0000 |
| Unicode                    | Minúscula | 1072    | 0430        | 002060 | 0000 0100 0011 0000 |
| ISO 8859-5                 | Mayúscula | 176     | B0          | 260    | 1011 0000           |
| ISO 8859-5                 | Minúscula | 208     | D0          | 320    | 1101 0000           |
| KOI 8                      | Mayúscula | 225     | E1          | 341    | 1110 0001           |
| KOI 8                      | Minúscula | 193     | C1          | 301    | 1100 0001           |
| Windows-1251               | Mayúscula | 192     | C0          | 300    | 1100 0000           |
| Windows-1251               | Minúscula | 224     | E0          | 340    | 1110 0000           |
Sus códigos HTML son: &#1040; o &#x410 para la mayúscula, y &#1072; o &#x430; para la minúscula.